# Hyperophora brevicauda
Hyperophora brevicauda är en insektsart som beskrevs av Piza Jr. 1950. Hyperophora brevicauda ingår i släktet Hyperophora och familjen vårtbitare. Inga underarter finns listade i Catalogue of Life.